# Russell Harlan

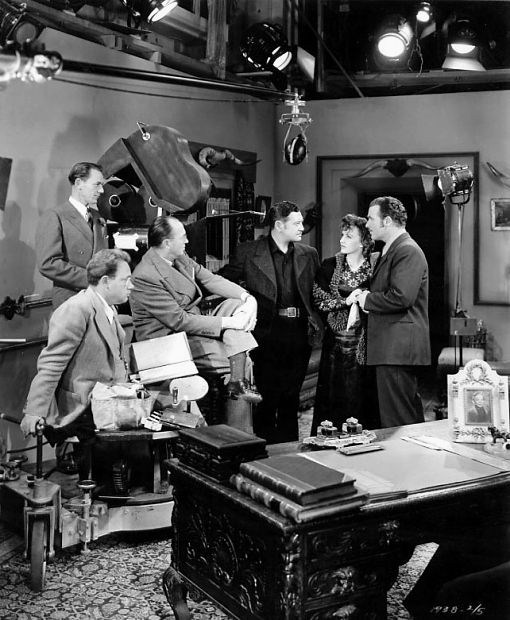
Russell Harlan (direttore della fotografia, in piedi), sconosciuto, William C. McGann (regista), Richard Dix, Frances Gifford & Preston Foster sul set di American Empire

Russell Harlan (Los Angeles, 16 settembre 1903 – Newport Beach, 28 febbraio 1974) è stato un direttore della fotografia statunitense, attivo dalla fine degli anni trenta agli anni sessanta, sei volte candidato all'Oscar alla migliore fotografia.

## Biografia
Nei suoi primi anni di attività nell'industria cinematografica hollywoodiana Harlan ha lavorato soprattutto nel genere western, in particolare alla serie popolare di Hopalong Cassidy, cowboy interpretato da William Boyd in oltre sessanta film. 
In seguito si è cimentato nei generi più diversi, dal noir (es. La sanguinaria) alla commedia (Lo sport preferito dall'uomo, La grande corsa), dal fantastico (La cosa da un altro mondo) allo storico (Brama di vivere, La regina delle piramidi, Hawaii), dal bellico (Salerno, ora X, Tobruk) al melodramma (Ruby, fiore selvaggio) e al processuale (Testimone d'accusa), collaborando con grandi registi come Lewis Milestone, King Vidor, Richard Brooks, Blake Edwards e in particolare in ben sette occasioni con Howard Hawks, per il quale ha curato la fotografia tra gli altri di tre grandi classici western, Il fiume rosso (1948), Il grande cielo (1952) e Un dollaro d'onore (1959). Nella sua variegata filmografia figurano anche un paio di episodi della saga cinematografica di Tarzan e una celebre produzione disneyana, Il segreto di Pollyanna (1960).
Nel corso della sua carriera si è espresso con invariata capacità sia nella fotografia in bianco e nero che in quella a colori, ricevendo sei candidature all'Oscar, equamente divise tra le due tipologie.

## Riconoscimenti
- Premi Oscar
  - 1953: candidato per la miglior fotografia in bianco e nero - Il grande cielo (The Big Sky)
  - 1956: candidato per la miglior fotografia in bianco e nero - Il seme della violenza (Blackboard Jungle)
  - 1963
    - candidato per la miglior fotografia in bianco e nero - Il buio oltre la siepe (To Kill a Mockingbird)
    - candidato per la miglior fotografia a colori - Hatari!

  - 1966: candidato per la miglior fotografia a colori - La grande corsa (The Great Race)
  - 1967: candidato per la miglior fotografia a colori - Hawaii

## Filmografia
- North of the Rio Grande, regia di Nate Watt (1937)
- Rustlers' Valley, regia di Nate Watt (1937)
- Hopalong Rides Again, regia di Lesley Selander (1937)
- I volontari del Texas (Texas Trail), regia di David Selman (1937)
- La legge dei bruti (Partners of the Plains), regia di Lesley Selander (1938)
- Cassidy of Bar 20, regia di Lesley Selander (1938)
- Heart of Arizona, regia di Lesley Selander (1938)
- Bar 20 Justice, regia di Lesley Selander (1938)
- Pride of the West, regia di Lesley Selander (1938)
- In Old Mexico, regia di Edward D. Venturini (1938)
- The Mysterious Rider, regia di Lesley Selander (1938)
- I fuorilegge della frontiera (The Frontiersmen), regia di Lesley Selander (1938)
- Sunset Trail, regia di Lesley Selander (1939)
- Silver on the Sage, regia di Lesley Selander (1939)
- Heritage of the Desert, regia di Lesley Selander (1939)
- Renegade Trail, regia di Lesley Selander (1939)
- Range War, regia di Lesley Selander (1939)
- Law of the Pampas, regia di Lesley Selander (1939)
- The Llano Kid, regia di Edward D. Venturini (1939)
- Santa Fe Marshal, regia di Lesley Selander (1940)
- The Showdown, regia di Howard Bretherton (1940)
- The Light of Western Stars, regia di Lesley Selander (1940)
- Hidden Gold, regia di Lesley Selander (1940)
- Stagecoach War, regia di Lesley Selander (1940)
- Cherokee Strip, regia di Lesley Selander (1940)
- Knights of the Range, regia di Lesley Selander (1940)
- Three Men from Texas, regia di Lesley Selander (1940)
- Doomed Caravan, regia di Lesley Selander (1941)
- The Roundup, regia di Lesley Selander (1941)
- In Old Colorado, regia di Howard Bretherton (1941)
- Border Vigilantes, regia di Derwin Abrahams (1941)
- Pirates on Horseback, regia di Lesley Selander (1941)
- The Parson of Panamint, regia di William C. McGann (1941)
- Città di avventurieri (Wide Open Town), regia di Lesley Selander (1941)
- Riders of the Timberline, regia di Lesley Selander (1941)
- Stick to Your Guns, regia di Lesley Selander (1941)
- Twilight on the Trail, regia di Howard Bretherton (1941)
- Secret of the Wastelands, regia di Derwin Abrahams (1941)
- Undercover Man, regia di Lesley Selander (1942)
- Terra di conquista (American Empire), regia di William C. McGann (1942)
- Lost Canyon, regia di Lesley Selander (1942)
- Hoppy Serves a Writ, regia di George Archainbaud (1943)
- Border Patrol, regia di Lesley Selander (1943)
- I conquistatori del West (Buckskin Frontier), regia di Lesley Selander (1943)
- Leather Burners, regia di Joseph Henabery (1943)
- Colt Comrades, regia di Lesley Selander (1943)
- La città rubata (The Kansan), regia di George Archainbaud (1943)
- Bar 20, regia di Lesley Selander (1943)
- False Colors, regia di George Archainbaud (1943)
- Riders of the Deadline, regia di Lesley Selander (1943)
- Tarzan contro i mostri (Tarzan's Desert Mystery), regia di Wilhelm Thiele (1943)
- La donna della città (The Woman of the Town), regia di George Archainbaud (1943)
- Texas Masquerade, regia di George Archainbaud (1944)
- Lumberjack, regia di Lesley Selander (1944)
- Mystery Man, regia di George Archainbaud (1944)
- Forty Thieves, regia di Lesley Selander (1944)
- Salerno, ora X (A Walk in the Sun), regia di Lewis Milestone (1945)
- La donna di fuoco (Ramrod), regia di André De Toth (1947)
- Le quattro facce del West (Four Faces West), regia di Alfred E. Green (1948)
- Il fiume rosso (Red River), regia di Howard Hawks (1948)
- I banditi della città fantasma (Bad Men of Tombstone), regia di Kurt Neumann (1949)
- La sanguinaria (Deadly Is the Female), regia di Joseph H. Lewis (1950)
- Guilty Bystander, regia di Joseph Lerner (1950)
- Tarzan e le schiave (Tarzan and the Slave Girl), regia di Lee Sholem (1950)
- The Kangaroo Kid, regia di Lesley Selander (1950)
- Il segreto del carcerato (Southside 1-1000), regia di Boris Ingster (1950)
- L'uomo che ingannò se stesso (The Man Who Cheated Himself), regia di Felix E. Feist (1950)
- La cosa da un altro mondo (The Thing from Another World), regia di Christian Nyby (e Howard Hawks non accreditato) (1951)
- Il grande cielo (The Big Sky), regia di Howard Hawks (1952)
- The Ring, regia di Kurt Neumann (1952)
- Ruby, fiore selvaggio (Ruby Gentry), regia di King Vidor (1952)
- Rivolta al blocco 11 (Riot in Cell Block 11), regia di Don Siegel (1954)
- Il seme della violenza (Blackboard Jungle), regia di Richard Brooks (1955)
- La regina delle piramidi (Land of the Pharaohs), regia di Howard Hawks (1955)
- L'ultima caccia (The Last Hunt), regia di Richard Brooks (1956)
- Brama di vivere (Lust for Life), regia di Vincente Minnelli (1956)
- Qualcosa che vale (Something of Value), regia di Richard Brooks (1957)
- Questa notte o mai (This Could Be the Night), regia di Robert Wise (1957)
- Testimone d'accusa (Witness for the Prosecution), regia di Billy Wilder (1957)
- Mare caldo (Run Silent, Run Deep), regia di Robert Wise (1958)
- La via del male (King Creole), regia di Michael Curtiz (1958)
- Un dollaro d'onore (Rio Bravo), regia di Howard Hawks (1959)
- La notte senza legge (Day of the Outlaw), regia di André De Toth (1959)
- Operazione sottoveste (Operation Petticoat), regia di Blake Edwards (1959)
- Il segreto di Pollyanna (Pollyanna), regia di David Swift (1960)
- Sunrise at Campobello, regia di Vincent J. Donehue (1960)
- Hatari!, regia di Howard Hawks (1962)
- La strada a spirale (The Spiral Road), regia di Robert Mulligan (1962)
- Il buio oltre la siepe (To Kill a Mockingbird), regia di Robert Mulligan (1962)
- La veglia delle aquile (A Gathering of Eagles), regia di Delbert Mann (1963)
- Lo sport preferito dall'uomo (Man's Favorite Sport?), regia di Howard Hawks (1964)
- Ragazze sotto zero (Quick Before It Melts), regia di Delbert Mann (1964)
- Tre donne per uno scapolo (Dear Heart), regia di Delbert Mann (1964)
- La grande corsa (The Great Race), regia di Blake Edwards (1965)
- Hawaii, regia di George Roy Hill (1966)
- Tobruk, regia di Arthur Hiller (1966)
- Operazione Crêpes Suzette (Darling Lili), regia di Blake Edwards (1970)